# 西讃岐中継局
西讃岐中継局（にしさぬきちゅうけいきょく）は、香川県三豊市高瀬町下麻の大麻山にあるテレビジョン放送の大規模中継局である。三豊市、丸亀市、善通寺市、観音寺市、仲多度郡など香川県西部の大部分に電波を発射している。この項目では難視聴（フェージング）対策として同所に設置されている琴平中継局についても述べる。

## 放送区域
この中継局の電波法に定める放送区域（1mV/m）は香川県善通寺市及び琴平町の全域並びに丸亀市、坂出市、観音寺市、三豊市、宇多津町、綾川町、多度津町、まんのう町、岡山県倉敷市、玉野市及び笠岡市の各一部、約13万8千世帯である。
香川県内の中継局として、高松に親局があるNHKは首位、岡山に親局がある民放は高松に次ぐ第2の基幹中継局であり、香川県第2・第3の都市である丸亀市と三豊市の双方をカバーしている。また、中継局が位置する大麻山は大規模平野の丸亀平野と三豊平野を隔てるように位置し、標高も616.3mと香川県最高所に位置することもあって、放送区域の面積は香川県における基幹局「高松局」より広範囲で、香川県の面積の半分近くをカバーしている。
デジタル放送ではアナログ放送と比べて出力が事実上減力されているが、放送局としては法令で定める放送区域はアナログ放送と大差無いとする立場である。
特にアナログ放送時代は、本来香川県内放送局の放送対象区域でない愛媛県及び徳島県でも受信世帯が相当数あった。2006年にデジタル放送開始にあわせて行われた現行アナログチャンネルの移行、いわゆる「アナアナ変換」のこの中継局での実施時には、徳島県井川町及び池田町（いずれも現：三好市）の各一部でも公的な受信対策が行われており、このとき対策区域から外れた愛媛県の東予地域でも、旧チャンネルの停波に伴って愛媛地域受信対策センターに苦情や問い合わせが殺到した。
放送対象区域内である香川県内及び岡山県内において、地形的事由から本来の送信所の電波が減衰もしくは混信していて受信困難な地域は、補完波としてこの中継局を受信する世帯がある。アナアナ変換時は、前田山の放送区域内である高松平野の全域や島嶼部である直島町や土庄町までもが直接の受信対策の区域内となった他、同じく金甲山の放送区域内である岡山県倉敷市水島地区や浅口市周辺も対策区域となっており、周辺ミニサテライト局と並ぶ補完波として西讃岐中継局を受信する世帯が広く存在する。そして、高松平野の南端にあたる高松市香川町川東地区、綾川町千疋、同町山田地区周辺は前田山の放送区域内であるが、デジタル放送では広島局（絵下山）とのフェージングによる混信が発生しRNC西日本放送（物理15ch）及びTSCテレビせとうち（物理18ch）が難視聴地域となっているため、西讃岐中継局内に難視聴対策の補完波として「琴平中継局」が2014年（平成26年）9月下旬に新設され、これら東方向（高松方向）に電波を発射している。
デジタル放送開始以来、NHK高松は総合・教育ともに混信対策として西方向への出力を抑制していたが、三豊市詫間町及び三野町地区143世帯における受信改善を目的として2011年（平成23年）12月に送信抑制が解除された。これにより、民放より大幅に低かった実効放射電力は共通710Wから総合830W・教育850Wに増力されている。

## 歴史
- 1969年（昭和44年）
  - 3月22日 - NHK高松放送局西讃岐中継局開局。
  - 4月1日 - KSB瀬戸内海放送西讃岐中継局開局。
- 1985年（昭和60年）
  - 5月30日 - RNC西日本放送西讃岐中継局開局。
- 1986年（昭和61年）8月5日 - TSCテレビせとうち西讃岐中継局開局[12]。
- 2005年（平成17年）6月1日 - アナアナ変換対策開始に伴い新アナログチャンネル放送開始。
- 2006年（平成18年）5月31日 - アナアナ変換に関わる旧アナログチャンネル停波。
- 2007年（平成19年）7月12日 - 全局地上デジタルテレビジョン放送本放送開始。
- 2011年（平成23年）12月 - NHK高松の西方向に向けた送信抑制を解除。
- 2014年（平成26年）9月 - RNC西日本放送及びTSCテレビせとうち琴平中継局開局。

### アナアナ変換
この中継局もデジタル放送開始にあわせて全国的に行われた現行アナログチャンネルの移行、いわゆる「アナアナ変換」の対象となり、2005年6月1日より対策を開始、2006年5月10日14時からは停波予定の全チャンネルで通常の放送を終了して文字情報「固定スーパー・インポーズ」へ切り替えられ、2006年5月31日には旧チャンネルを停波し新チャンネルに移行した。対象となったアナログチャンネルはKSB瀬戸内海放送を除く全民放、TSCテレビせとうち（16ch→46ch）、RSK山陽放送（18ch→48ch）、RNC西日本放送（20ch→50ch）、OHK岡山放送（22ch→52ch）である。対策世帯は香川県丸亀市（旧）、善通寺市、観音寺市（旧）、綾南町（現綾川町）、宇多津町、満濃町（現まんのう町）、琴平町、多度津町、高瀬町（現三豊市）、山本町（現三豊市）、三野町（現三豊市）、豊中町（現三豊市）、詫間町（現三豊市）、仁尾町（現三豊市）、豊浜町（現観音寺市）、財田町（現三豊市）、香南町（現高松市）、高松市（旧）、坂出市、さぬき市、綾上町（現綾川町）、国分寺町（現高松市）、仲南町（現まんのう町）、琴南町（現まんのう町）、大野原町（現観音寺市）、香川町（現高松市）、塩江町（現高松市）、直島町、池田町（現小豆島町）、土庄町、三木町、牟礼町（現高松市）、岡山県寄島町（現浅口市）、笠岡市、倉敷市（旧）、玉野市、鴨方町（現浅口市）、金光町（現浅口市）、里庄町、船穂町（現倉敷市）、徳島県井川町（現三好市）、池田町（現三好市）の各一部、約19万7千世帯。
停波した旧アナログチャンネルのうち16chと22chは坂出西中継局と水島中継局でそれぞれKSB瀬戸内海放送とRSK山陽放送のアナアナ変換後の新アナログチャンネルとして使用され、そのうち16chは坂出東・国分寺・綾上など各中継局でOHK岡山放送のデジタルチャンネルとしても使用されている。その他の18chはこの中継局や岡山局・高松局など各送信所でTSCテレビせとうちのデジタルチャンネルとして、20chは岡山局でRNC西日本放送のデジタルチャンネルとして使用されている。
通常、親局や受信世帯の多い基幹中継局はアナアナ変換の対象とはならず据え置かれることが多いが、この西讃岐中継局では受信世帯が約20万世帯で非常に大規模なのにもかかわらず今回アナアナ変換の対象となり、戸別訪問によるチャンネル変更も丸1年をかけての大規模な対策となった。
なお、停波20日前から切り替えられた文字情報「固定スーパー・インポーズ」はブルーバックに「ご覧のチャンネルは周波数変更対策のため、○○チャンネルに変更されました。至急、受信対策センターへお問合せください。」というものだった。
チャンネル移行によって対象全局は使用するチャンネル帯がUHFローチャンネル帯から一気にUHFハイチャンネル帯となった。隣県の愛媛県では区域外にもかかわらずこの中継局を受信している世帯が多数存在したが、これら新チャンネルが受信不可能になるなどした苦情や問い合わせが愛媛地域受信対策センターに殺到し、その数は旧チャンネル停波から6時間後の5月10日20時までに通常1日の23倍である約3500件にも及んだ。

### 地上デジタル放送
地上デジタル放送はこの地区の基幹局金甲山及び前田山から2006年12月1日に開始されていたため、丸亀側ではすでにそれらの局から受信できた地域が多い。
西讃岐中継局は香川県では前田山送信所に次いで2番目のデジタル化である。デジタル化にあたり2007年5月31日付で各放送事業者に予備免許が交付され、6月中旬までには各社試験放送を開始した。当初は8月1日の本放送開始を予定していたが、実際は予定を半月以上前倒しし7月12日には本放送を開始することが出来た。
通常、放送区域に大きな変更が無い限りデジタル放送の出力はアナログ放送UHF帯の10分の1であり、西讃岐の場合アナログと同等の放送区域を確保するためには現行アナログ放送の出力3kWの10分の1である300Wが必要であるが、実際の西讃岐のデジタル出力は100Wであり、事実上の減力となった。しかし、デジタル化後も愛媛県東予地方で、海に面しているところでは受信ができるところが多い。

### 広島局との混信問題
広島局（絵下山）から香川県までは瀬戸内海を介して地形的障害物が少なく、加えて同局は3kWの大出力局であるため、西方向が見通せる環境であれば香川県内陸部にまで電波がスピルオーバーにより到達する。到達波の物理チャンネルのうち、15chと18chは県内世帯の約88%をカバーする当局および高松局が使用するチャンネルと重複しているが、県内の大部分ではより近距離にある県内波の方が強く、そのようなスピルオーバー波はかき消される。ただし、山影などで当局および高松局の電波が減衰し、かつ広島局が入りやすい地区では、常時またはフェージングによって混信し、同物理チャンネルは広島波（NHK広島Eテレ、RCC中国放送）しか映らない、あるいは広島・県内波（RNC西日本放送、TSCテレビせとうち）どちらも映らない難視聴地域が発生した。
当該地域の対策として、坂出市川津町の225世帯では送信側対策として坂出川津中継局を新設し当該チャンネルを47ch・49chで送信・補完、同市府中町小原の25世帯および迯田の30世帯では受信側対策としてケーブルテレビ加入、高松市中山町の3世帯では受信側対策として高性能アンテナに変更、同市香川町川東地区、綾川町千疋、同町山田地区の1100世帯では送信側対策として琴平中継局（西讃岐中継局と同場所）を新設し当該チャンネルを34ch・40chで送信・補完、観音寺市大野原町福田原の1世帯では受信側対策としてケーブルテレビ加入によってそれぞれ対策が行われた。
同様のスピルオーバーと物理チャンネル重複による混信は高松局（前田山）が干渉側になっている事例も発生しており、姫路中継局を受信する淡路市北淡町の1170世帯では常時混信により、受信側で代替局変更対策が実施されている。

## 施設

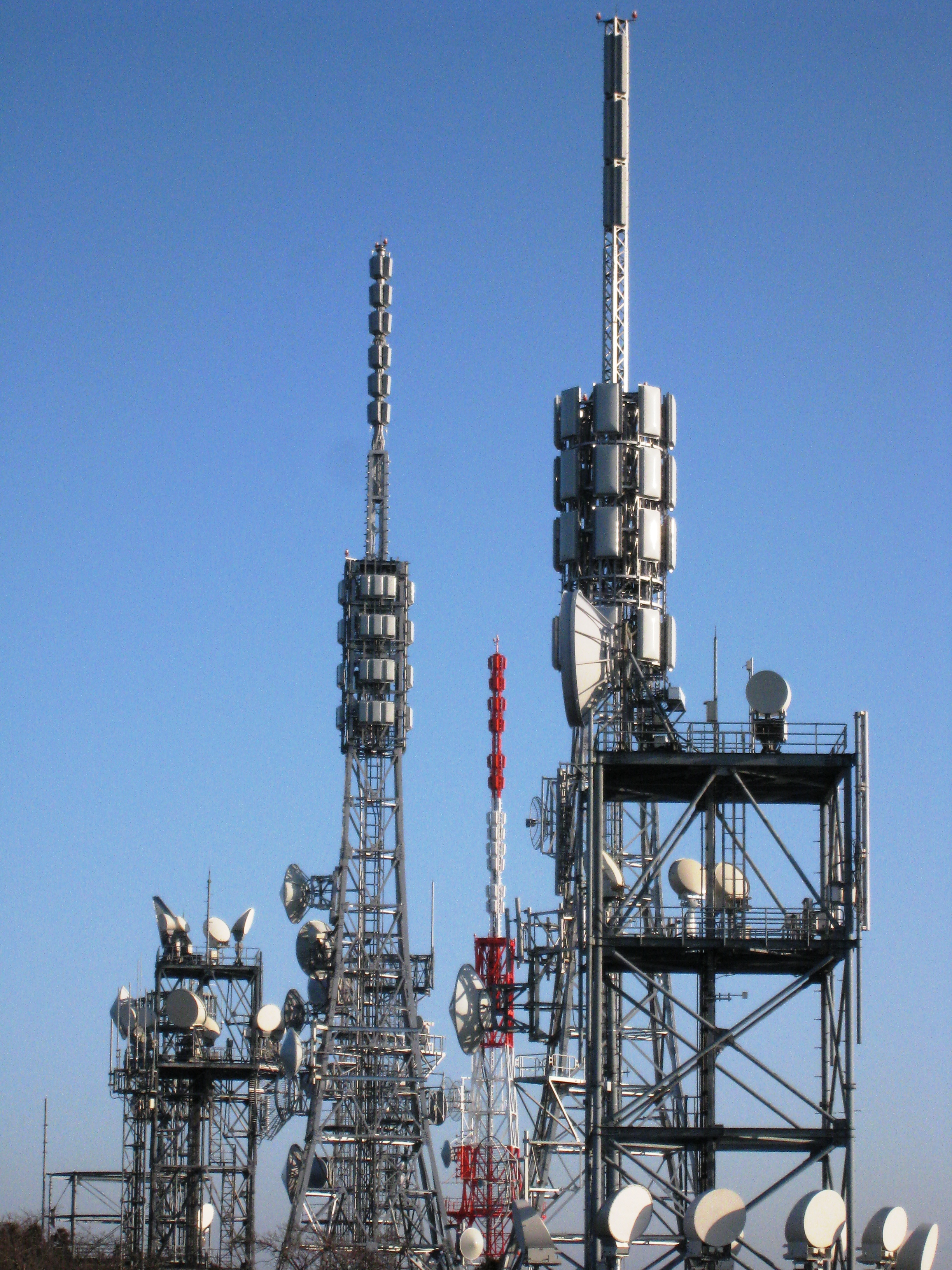
左からNHK、4局共用塔、KSB

西讃岐中継局は香川県三豊市の大麻山山頂に位置しており、周辺は瀬戸内海国立公園象頭山園地として整備されているため、中継局付近は比較的ひらけている。また山頂付近は南北に細長く、それに沿ってNTTドコモの無線局や県の中継所などがあり鉄塔が林立しているが、そのうちテレビ放送で使用されるのは3塔である。北から順にKSB1塔、NHK1塔、RNC・RSK・OHK・TSC共用1塔で、共用塔のみ昼間障害標識として塔が赤白で塗り分けられている。

## 地上デジタルテレビジョン放送送信設備
| ID                | 放送局名           | 中継局名 | 物理 チャンネル | 空中線電力 | ERP  | 放送対象地域   | 放送区域 内世帯数 |
| ----------------- | ------------------ | -------- | --------------- | ---------- | ---- | -------------- | ----------------- |
| 1                 | NHK 高松総合       | 西讃岐局 | 24ch            | 100W       | 830W | 香川県         | 約13万8千世帯     |
| 2                 | NHK 高松教育       | 西讃岐局 | 13ch            | 100W       | 850W | 全国放送       | 約13万8千世帯     |
| 4                 | RNC 西日本放送     | 西讃岐局 | 15ch            | 100W       | 810W | 岡山県・香川県 | 約13万8千世帯     |
| 4                 | RNC 西日本放送     | 琴平局   | 34ch            | 1.9W       | 70W  | 岡山県・香川県 | 約2万1千世帯      |
| 5                 | KSB 瀬戸内海放送   | 西讃岐局 | 17ch            | 100W       | 870W | 岡山県・香川県 | 約13万8千世帯     |
| 6                 | RSK 山陽放送       | 西讃岐局 | 21ch            | 100W       | 810W | 岡山県・香川県 | 約13万8千世帯     |
| 7                 | TSC テレビせとうち | 西讃岐局 | 18ch            | 100W       | 810W | 岡山県・香川県 | 約13万8千世帯     |
| 7                 | TSC テレビせとうち | 琴平局   | 40ch            | 1.9W       | 84W  | 岡山県・香川県 | 約2万1千世帯      |
| 8                 | OHK 岡山放送       | 西讃岐局 | 28ch            | 100W       | 810W | 岡山県・香川県 | 約13万8千世帯     |
| ※全局に指向性あり |                    |          |                 |            |      |                |                   |

## 地上アナログテレビジョン放送送信設備（停波）
| チャンネル | 放送局名          | 空中線電力       | ERP                | 放送対象地域   | 放送区域内世帯数 |
| --- | ----------------- | ---------------- | ------------------ | -------------- | ---------------- |
| 40 | NHK高松教育       | 映像3kW/音声750W | 映像29kW/音声7.2kW | 全国放送       | 約19万7千世帯    |
| 42 | KSB瀬戸内海放送   | 映像3kW/音声750W | 映像31kW/音声7.9kW | 岡山県・香川県 | 約19万7千世帯    |
| 44 | NHK高松総合       | 映像3kW/音声750W | 映像29kW/音声7.2kW | 香川県         | 約19万7千世帯    |
| 46 | TSCテレビせとうち | 映像3kW/音声750W | 映像29kW/音声7.2kW | 岡山県・香川県 | 約19万7千世帯    |
| 48 | RSK山陽放送       | 映像3kW/音声750W | 映像29kW/音声7.2kW | 岡山県・香川県 | 約19万7千世帯    |
| 50 | RNC西日本放送     | 映像3kW/音声750W | 映像29kW/音声7.2kW | 岡山県・香川県 | 約19万7千世帯    |
| 52 | OHK岡山放送       | 映像3kW/音声750W | 映像29kW/音声7.2kW | 岡山県・香川県 | 約19万7千世帯    |
| ※42chは無指向性。その他は全局に指向性あり ※全局局名は西讃岐局 ※チャンネルはアナアナ変換後のもの。 ※アナアナ変換は対象4局、TSC、RSK、RNC、OHKの新チャンネルから30を引いた数字が旧チャンネルになる。 |                   |                  |                    |                |                  |